# Canama forceps
Canama forceps är en spindelart som först beskrevs av Carl Ludwig Doleschall 1859.  Canama forceps ingår i släktet Canama och familjen hoppspindlar. Inga underarter finns listade.